# José Lorente Sanz
José Luis Lorente Sanz (1902-2001) fue un jurista español. Colaborador de Ramón Serrano Suñer, durante los primeros años de la dictadura franquista desempeñó diversos cargos y llegó a ser procurador en las Cortes franquistas.

## Biografía
Nacido en 1902, realizó estudios de derecho en la Universidad de Zaragoza. Durante su etapa universitaria conoció a Ramón Serrano Suñer, compañero de promoción. Lorente Sanz accedió por oposición al Cuerpo de Abogados del Estado.
Hombre de confianza y estrecho colaborador de Serrano Suñer, este le nombró subsecretario de Interior —renombrado posteriormente como «Subsecretaría de Gobernación»— en febrero de 1938. En diciembre de 1938 también se hizo cargo de la subsecretaría de prensa y propaganda, hasta que en agosto de 1939 fue sustituido por el falangista camisa vieja José María Alfaro. A partir de ese momento Lorente se dedicó exclusivamente a las funciones de la Subsecretaría de Gobernación. Entre sus competencias se encontraban la Administración estatal o el Orden Público. Entre sus principales medidas estuvo la reorganización de las fuerzas de seguridad, que habían quedado gravemente desarticulados tras la Guerra civil. Además de Serrano, el propio dictador Francisco Franco acabó teniendo plena confianza en Lorente.
Cuando en octubre de 1940 Serrano Suñer fue nombrado ministro de Asuntos Exteriores, el Ministerio de la Gobernación quedó temporalmente vacante; Lorente asumió con carácter interino el desempeño de los asuntos de Gobernación. No obstante, a través de él Serrano Suñer pudo seguir controlando los asuntos de este Ministerio clave.
Durante la denominada crisis de mayo de 1941 cesó de su cargo y fue sustituido por Antonio Iturmendi Bañales, de filiación carlista. Al parecer Lorente habría presentado su dimisión en una carta a Franco ante la perspectiva de estar a las órdenes de Valentín Galarza. Franco le ofreció ocupar el cargo de subsecretario de la Presidencia del Gobierno, puesto que Lorente habría rechazado desempeñar. Tras su caída en desgracia no volvió a ocupar cargos relevantes.
Ejerció como asesor jurídico del Ministerio de Asuntos Exteriores entre septiembre de 1941 y febrero de 1942, y sería procurador en las Cortes franquistas entre 1943 y 1952. En 1968 fue investido doctor honoris causa por la Universidad de Zaragoza.

## Obras
- —— (1954). «Don Juan Moneva y Puyol, jurista aragonés». Homenaje a la memoria de Don Juan Moneva y Puyol. Zaragoza: Consejo de Estudios de Derecho Aragonés. CSIC. pp. 51-61.